# 卡波弗里奧
卡波弗里奧是巴西里约热内卢州的一个市镇。总面积400.693平方公里，总人口186004人，人口密度464.2人/平方公里。